# Julia Carson
Julia May Carson, född 8 juli 1938 i Louisville, Kentucky, död 15 december 2007 i Indianapolis, Indiana, var en amerikansk demokratisk politiker. Hon var ledamot av USA:s representanthus 1997-2007. Efter Katie Hall var hon den andra afroamerikanska kvinnan att representera Indiana i representanthuset.
Hon studerade vid Martin University och Indiana University-Purdue University Fort Wayne. Hon var ledamot av Indiana House of Representatives, underhuset i delstatens lagstiftande församling, 1972-1976. Därefter var hon ledamot av delstatens senat 1976-1990.
Carson var baptist. Hennes barnbarn André Carson vann fyllnadsvalet för att efterträda henne i representanthuset.
Carson ligger begravd på Crown Hill Cemetery i Indianapolis.